# Euskotren Autobusa
Euskotren Autobusa (denominada simplemente EuskoTren hasta 2011, al igual que Euskotren Trena en aquel entonces) es una división comercial de la sociedad pública Euskotren, que engloba todos los servicios de transporte público de pasajeros por carretera que la empresa ofrece, mediante autobuses, en los territorios de Vizcaya y Guipúzcoa, en la Comunidad Autónoma del País Vasco. 
Euskotren Autobusa ofrece la vasta mayoría de sus líneas integradas en alguna marca mayor, entre las que destacan los servicios provinciales de autobús público de las diputaciones forales de Vizcaya (Bizkaibus) y Guipúzcoa (Lurraldebus), y el servicio municipal Udalbus en Éibar. En dichos servicios, la marca Euskotren Autobusa solo es discretamente visible, pues los vehículos lucen el logo, en tamaño reducido, en los laterales de las partes frontal y trasera.
Los únicos servicios comercializados directamente bajo la marca del operador son, en la actualidad, las lanzaderas que unen el Hospital de Usánsolo y el Parque Científico y Tecnológico de Vizcaya (Zamudio) con las estaciones de Euskotren Trena de sus respectivas localidades, complementando y mejorando así la eficacia del transporte ferroviario.

## Líneas concesionadas

### Líneas en Bizkaibus
Bajo esta marca, Euskotren Autobusa explota varias líneas tanto en la Margen izquierda como en la Margen derecha de la ría de Bilbao, coordinados por el Consorcio de Transportes de Bizkaia. 
| Línea | Recorrido                                               | Paradas |
| ----- | ------------------------------------------------------- | ------- |
| A2315 | Santurce - Portugalete - Sestao (Vía Galindo) - UPV/EHU | 13      |
| A2316 | Sestao - UPV/EHU                                        | 7       |
| A2326 | Gurutzeta/Cruces - Baracaldo - UPV/EHU                  | 5       |
| A2336 | Musques - UPV/EHU (directo)                             | 15      |
| A3411 | Bilbao - Guecho                                         | 39      |
| A3414 | Bilbao - Guecho (Desde/por túneles de Artxanda)         | 17      |
| A3422 | Areeta/Las Arenas - Berango (CC Artea)                  | 19      |
| A3451 | Areeta/Las Arenas - Arminza                             | 46      |
| A3471 | Guecho - Gurutzeta/Cruces (por Fadura)                  | 21      |
| A3472 | Guecho - Gurutzeta/Cruces (desde Las Arenas)            | 18      |
| A3499 | Plencia (Metro Bilbao) - Górliz                         | 13      |

### Líneas en Lurraldebus
Bajo esta marca, bajo la coordinación de la Autoridad Territorial del Transporte de Guipúzcoa, se explotan ciertas líneas en Urola Costa y en la comarca del Bajo Deva:
| Línea | Recorrido                                  | Paradas |
| ----- | ------------------------------------------ | ------- |
| DB01  | Éibar - Elgueta                            | 5       |
| DB02  | Ermua - San Sebastián                      | 5       |
| DB03  | Lequeitio - San Sebastián                  | 16      |
| DB04  | Mallavia - Ondárroa                        | 40      |
| DB05  | Ondárroa - Zumaya                          | 16      |
| DB06  | Soraluze - Ondárroa                        | 28      |
| DB42G | Amorebieta - San Sebastián (nocturno)      | 7       |
| DB43G | Lequeitio - San Sebastián (nocturno)       | 16      |
| DB44G | Mallavia - Deva - Ondárroa (nocturno)      | 40      |
| DB45G | Ondárroa - Zumaya (nocturno)               | 16      |
| UK07  | Zumaya - Aizarnazábal - Cestona            | 9       |
| UK08  | Zarauz - Aya - Orio                        | 23      |
| UK09  | Zumaya - San Sebastián (por N-634)         | 32      |
| UK10  | Zumaya - Zarauz - San Sebastián (por AP-8) | 13      |
| UK11  | Zumaya - Orio - San Sebastián (por AP-8)   | 12      |
| UK47G | Zumaya - Aizarnazábal - Cestona (nocturno) | 9       |
| UK48G | Zarauz - Aya - Orio (nocturno)             | 23      |
| UK49G | Zumaya - San Sebastián (nocturno)          | 32      |

## Líneas propias

### Vizcaya
Opera rutas lanzadera desde estaciones de Euskal Trenbide Sarea - Red Ferroviaria Vasca.
- Entre la estación de tren de Zamudio y el Parque Científico y Tecnológico de Vizcaya.

- Entre la estación de tren de Usánsolo y el Hospital de Usánsolo (electrificada en 2022 con un autobús eléctrico).

- Entre la estación del Funicular de Larreineta (perteneciente a Euskotren trena) y La Arboleda (electrificada en 2022 con un autobús eléctrico). Como curiosidad, esta línea operó de 2014 a 2022 con un autobús de Cuadra al que se le pintó la librea original de Euskotren Autobusa; el 1 de septiembre de 2021, tras quedarse Euskotren completamente con la lanzadera, el autobús fue sustituido por unidades propias de Euskotren y el existente fue reciclado como autobús urbano de Leioa (Vizcaya).

Servicios extintos de Euskotren Autobusa:
- Servicio de autobús urbano Kbus de Baracaldo, en colaboración con las empresas ADNOR y Transitia (desde mayo de 2011 hasta 2017).

- Servicio de autobús complementario (lanzadera) nocturno para Metro Bilbao (prestado ahora Autocares Cuadra).

### Guipúzcoa
- Servicio de autobús urbano Udalbus, en Éibar, con dos rutas:
  - Azitain - Amaña (por barrios)
  - Debegesa - Amaña (Exprés)